# Panique morale
Une panique morale, concept forgé en anglais en 1972 par le sociologue Stanley Cohen (« moral panic »), est une réaction collective disproportionnée à des pratiques culturelles ou personnelles en général minoritaires, considérées comme « déviantes » ou néfastes pour la société. Les termes de croisade morale, de vindicte populaire, de lynchage médiatique ou de cirque médiatique sont des équivalents de ce concept sociologique.

## Définition
Selon Stanley Cohen, une « panique morale » se produit quand « une condition, un événement, une personne ou un groupe de personnes est désigné comme une menace pour les valeurs et les intérêts d'une société ». Le sociologue indique également qu'il existe dans toute panique morale deux acteurs majeurs : les « chefs moraux » (« moral entrepreneurs »), initiateurs de la dénonciation collective ; et les « boucs-émissaires » (« folk devils »), personnes ou groupes objets de la vindicte.
Des chercheurs en culture numérique, tels Henry Jenkins aux États-Unis, ou Hervé Le Crosnier, à Caen, utilisent également l'expression de « panique morale » pour désigner la peur disproportionnée des médias et d'une partie de la population face à la transformation induite par tout changement technologique, perçue comme un grand danger à la portée de chacun.
Les paniques morales sont généralement nourries par la couverture médiatique disproportionnée d'une controverse. L'hystérie collective peut être une composante de ces mouvements, mais la panique morale s'en distingue parce que constitutivement interprétée en termes de moralité. Elle s'exprime habituellement davantage en termes d'offense ou d'outrage qu'en termes de peur. Les paniques morales, telles que définies par Stanley Cohen, s'articulent autour d'un élément perçu comme un danger pour une valeur ou une norme défendue par la société ou mise en avant par les médias ou institutions.
L'un des aspects les plus marquants des paniques morales est leur capacité à s'auto-entretenir. La médiatisation d'une panique tendant à légitimer celle-ci et à faire apparaître le problème comme bien réel et plus important qu'il ne l'est en pratique. La médiatisation de la panique engendrant alors un accroissement de la panique. Les effets de ce genre de réactions sont par ailleurs nombreux dans les domaines politique et juridique.

## Origine
L'expression de « panique morale » a été inventé par Stanley Cohen pour décrire la couverture médiatique des Mods et des Rockers au Royaume-Uni dans les années soixante. On[Qui ?] fait remonter aux Middletown Studies, conduites en 1925 pour la première fois, la première analyse en profondeur de ce phénomène : les chercheurs[Qui ?] découvrirent que les communautés religieuses américaines et leurs chefs locaux condamnaient alors les nouvelles technologies comme la radio ou l'automobile en arguant qu'elles faisaient la promotion de conduites immorales. Un pasteur interrogé dans cette étude désignait ainsi l'automobile comme une « maison close sur roues » et condamnait cette invention au motif qu'elle donnait aux citoyens le moyen de quitter la ville alors qu'ils auraient dû être à l'église. Cependant, dès les années 1930, Wilhem Reich avait développé le concept de peste émotionnelle.

## Travaux universitaires associés

### Histoire
Pour Michelle Perrot, historienne entre autres du mouvement ouvrier, le "phénomène apache " (et bien avant mohicans, alphonses, marlous, et autres bandes juvéniles parisiennes) de par l'engagement des médias, des feuilletonistes, des politiques, des religieux relève en bonne partie de la panique morale. Surtout, si on tient compte de l'histoire agitée et des transformations sociale de la Belle Époque. Avant tout, cette "panique morale" est liée au goût du sensationnel des faits-diversiers et aux mouvements politiques de l'époque. La confusion entre d'une part mouvement ouvrier et anarchistes et, d'autre bandes apaches, à tort ou à raison, était assez courante et entretenue dans la presse de l'époque. L'exemple de Liabeuf est assez caractéristique de ce phénomène.

### Sociologie des médias
En France, un collectif pluridisciplinaire de chercheuses et de chercheurs s'est réunit dans le cadre d'une journée d'études en 2019, laquelle a donné lieu à une publication en 2020 (dirigée par Arnaud Saint-Martin et  Laurent Tessier) : Les dossiers de l'écran: Controverses, paniques morales et usages éducatifs des écrans. Le livre revient en profondeur sur le concept de panique morale appliqué aux usages des écrans, touchant en particulier la petite enfance et les publics jeunes. Le livre discute les principaux textes et les principales positions prises ces dernières années autour de cette question.
À noter également l'ouvrage La panique médiatique entre déviance et problème social : vers une modélisation sociocognitive du risque de Divina Frau-Meigs qui revient sur le phénomène des paniques morales. L'autrice s'inscrit dans la continuité de la pensée d’Ulrich Beck selon laquelle nous sommes, à l’heure de la mondialisation, dans une « société de risques » non plus par rapport à la nature, mais bien par rapport au développement rapide des technologies. Les technologies introduisent de la méfiance par rapport au problème constaté (théorie du complot ; développement de la cyberviolence…). Le risque est ancré dans notre quotidien, et cela implique une bonne connaissance des outils technologiques pour en prévenir les dérives du net, afin de réduire le sentiment de peur et de méfiance qui se développe vis-à-vis des médias.
Les risques liés aux paniques morales sont décrits comme multiples. Les plus importants sont de ne plus croire ce qui est rapporté par les médias ou même de ne plus croire les informations justes, constituant ainsi le terreau du complotisme qui se répand au XXIe siècle avec la prédominance des échanges sur internet. C’est aussi mettre sur un même plan d’importance des éléments pourtant très différents. Ainsi, certaines paniques dites « mineures » par Divan Frau-Meigs pourraient se retrouver à une même importance que des paniques morales majeures (le traitement de l’obésité au même niveau que la peur du terrorisme par exemple).

## Exemples dans le monde
En France, on peut citer les mouvements anti-genres opposés à l'ouverture du mariage aux lesbiennes et aux homosexuels, ou encore la question de la sexualité des adolescents, ou les transidentités. 
Dans les pays occidentaux, certaines formes de lutte anti-pédophile.
Au Japon, le tabou du chrysanthème rend quasiment impossible toute critique de l'empereur du Japon. En 1960, l'assassinat du chef du Parti socialiste japonais, Inejirō Asanuma, ainsi que l'attaque de la femme du directeur de publication de la revue mensuelle Chūōkōron instaurent un climat de panique morale dans le pays qui a eu une influence profonde sur la presse japonaise.